# Руквуд (цвинтар)
Цвинтар Ру́квуд (англ. Rookwood Cemetery) — некрополь у західному передмісті Руквуд, Сідней, Новий Південний Уельс.
Цвинтар був створений у 1868 році, знаходиться в 17 км на захід від ділового центру міста і поблизу передмістя Лідкомб. Площа цвинтаря 286 гектарів, що робить його найбільшим у Південній півкулі. На цвинтарі 915 000 поховань, станом на 31 грудня 2014 року.
На цвинтарі є кілька ділянок різних християнських конфесій, мусульманська, єврейська та ін. Ділянка для українських православних та католиків налічує понад 2 000 поховань.
Також збудовані каплиці для релігійних обрядів, крематорій із колумбарієм. Англіканська ділянку (31 га) відділена каналом.

## Поховання
Українські поховання
- Масляк Ярослав Іван (нар. 14 лютого 1909, Бережани — пом. 17 липня 1996, Сідней) — український театральний, культурний і громадський діяч, письменник-гуморист, член ОУН. Голова СУСОП[2].
- Матіяш Василь (нар. 26 серпня 1911, Павелче, Галичина — пом. 16 червня 1982, Сідней, Австралія) — український диригент, співак-баритон, громадський і пластовий діяч[3].
- Мірошник Анатолій Михайлович (нар. 19 серпня 1923, Київ — пом. 14 липня 2011, Сідней)  — український композитор, піаніст, педагог, музично-громадський діяч[4].
- Сокіл Василь Іванович (нар. 5 березня 1905, Гусарка, теперішня Запорізька область — пом. 2 жовтня 2001, Сідней) — український письменник, журналіст, педагог, драматург, лібретист, редактор[5].
- Соловій Віктор Сильвестрович (нар.29 листопада 1891, Киріївка, Чернігівська губернія — пом. 31 січня 1966, Сідней) — громадсько-політичний і церковний діяч, архієпископ УАПЦ в діаспорі родом із Чернігівщини.
- Наріжний Симон Петрович (нар. 30 січня 1898, Сокілка, Полтавська губернія — пом. 23 липня 1983, Сідней) — дослідник української еміграції, бібліограф, історик[6].
- Теодорович Ананій (нар. 17 грудня 1900 с. Білиці, Волинська губернія — пом. 11 жовтня 1971 Баунд-Брук, США) — священик, протопресвітер і діяч Української автокефальної православної Церкви (УАПЦ).

Інші поховання
- Ліліан Фаулер (нар. 7 червня 1886 — пом. 11 травня 1954) — політичний діяч та перша жінка-мер у Австралії.
- Пітер Доддс Маккормік (нар. 1834? — пом. 30 жовтня 1916) — автор гімну Австралії.

## Світлини

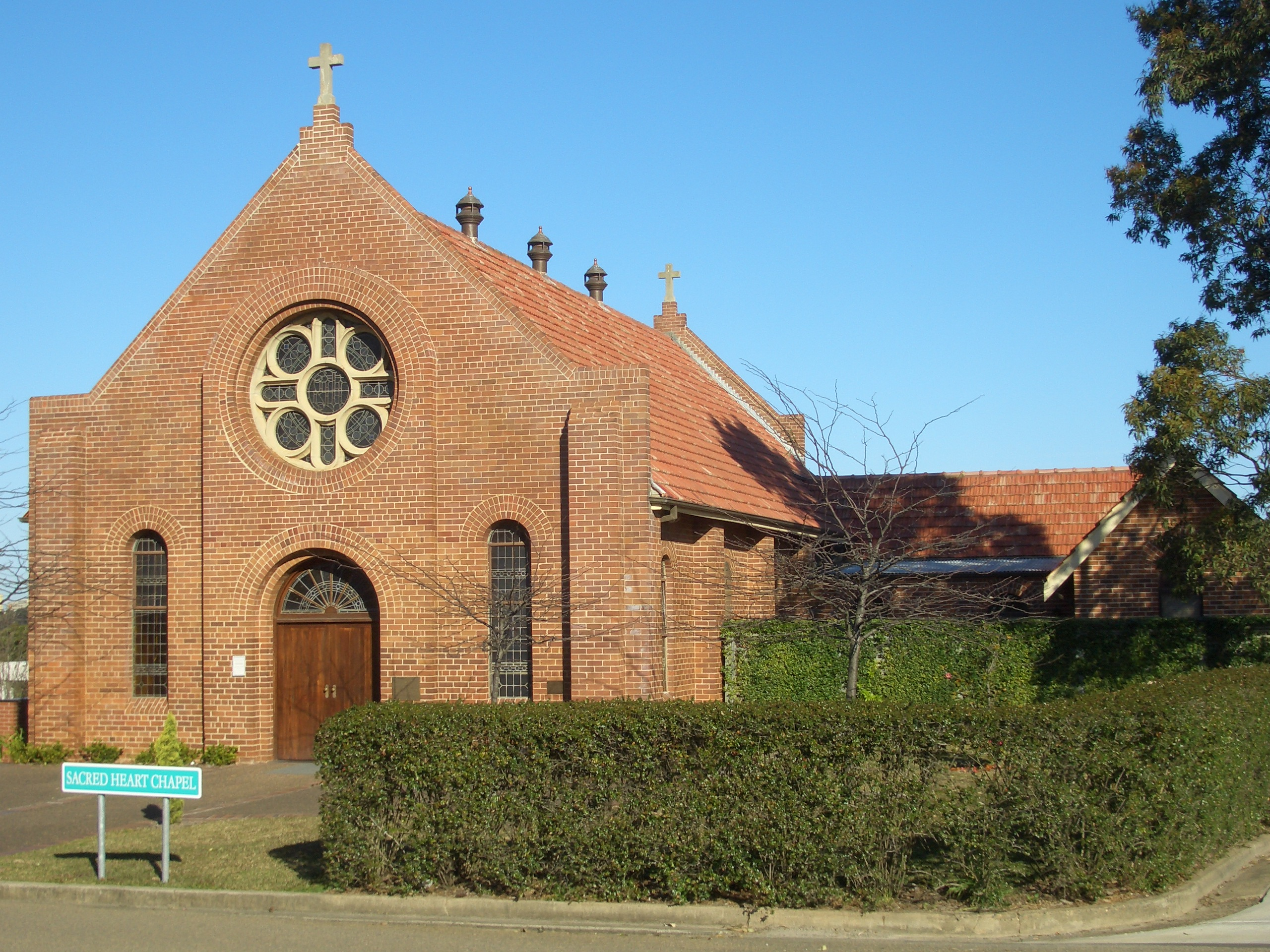
Католицька каплиця Святого Серця
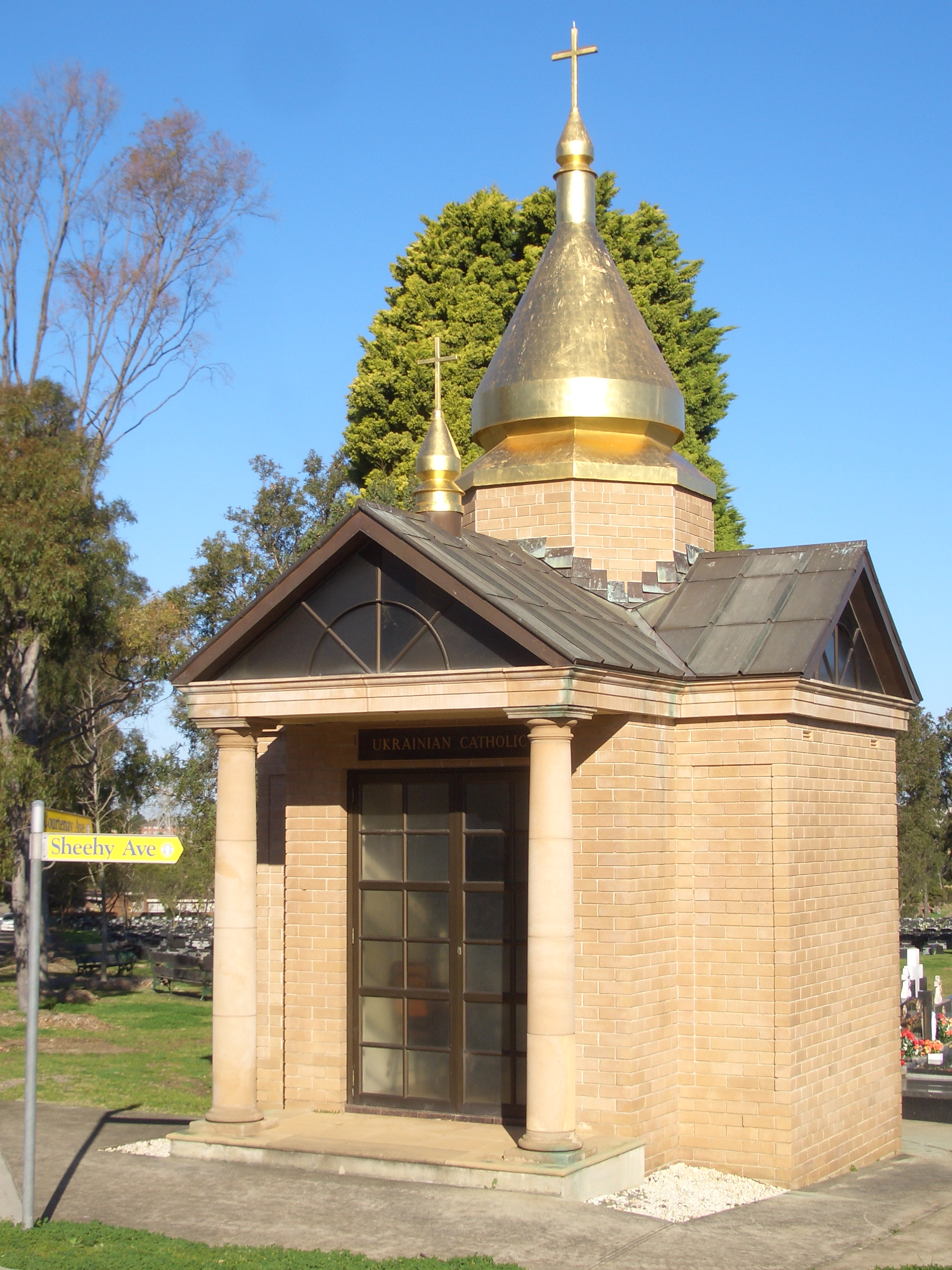
Український Греко-католицький меморіал
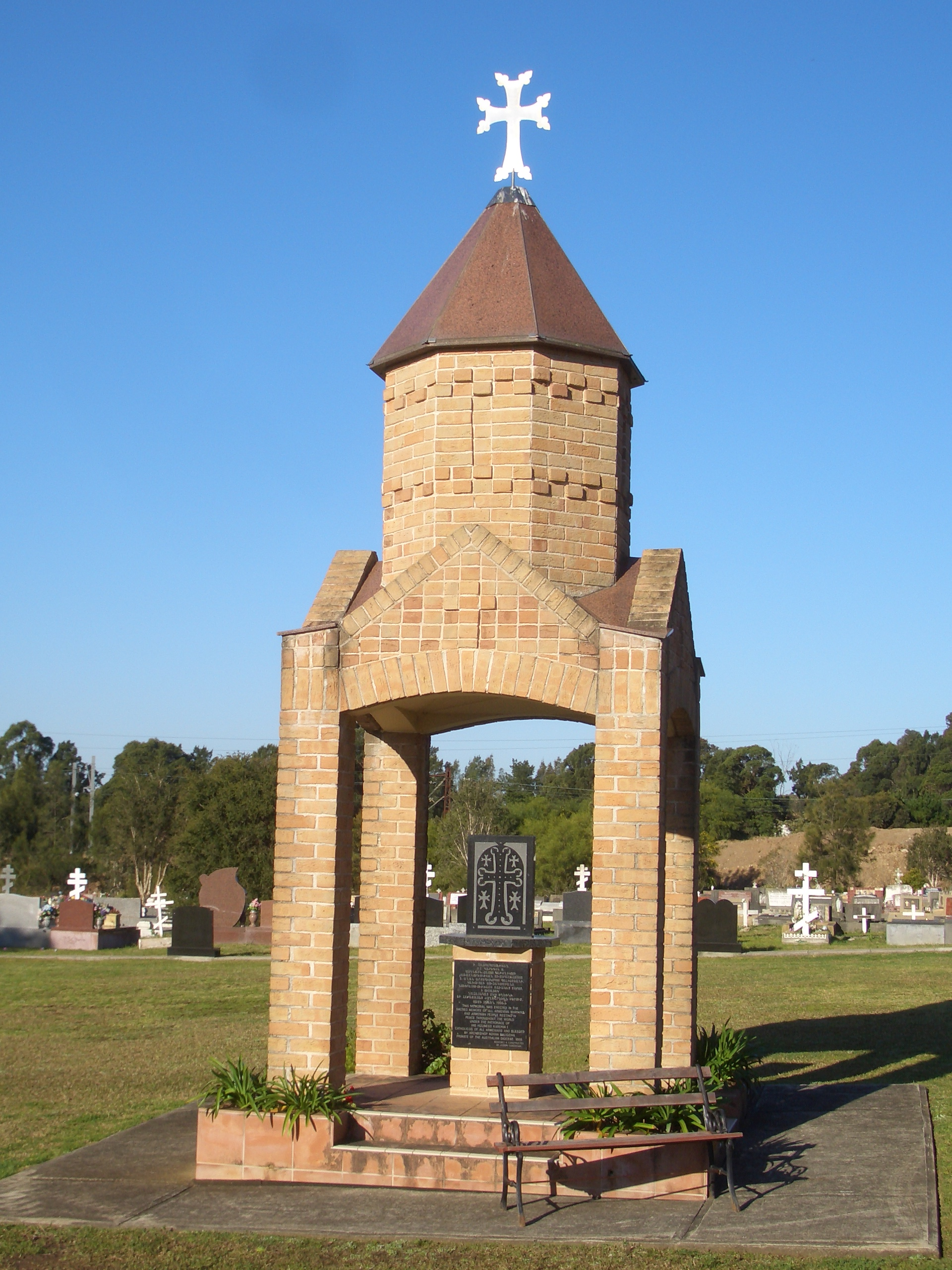
Вірменський меморіал
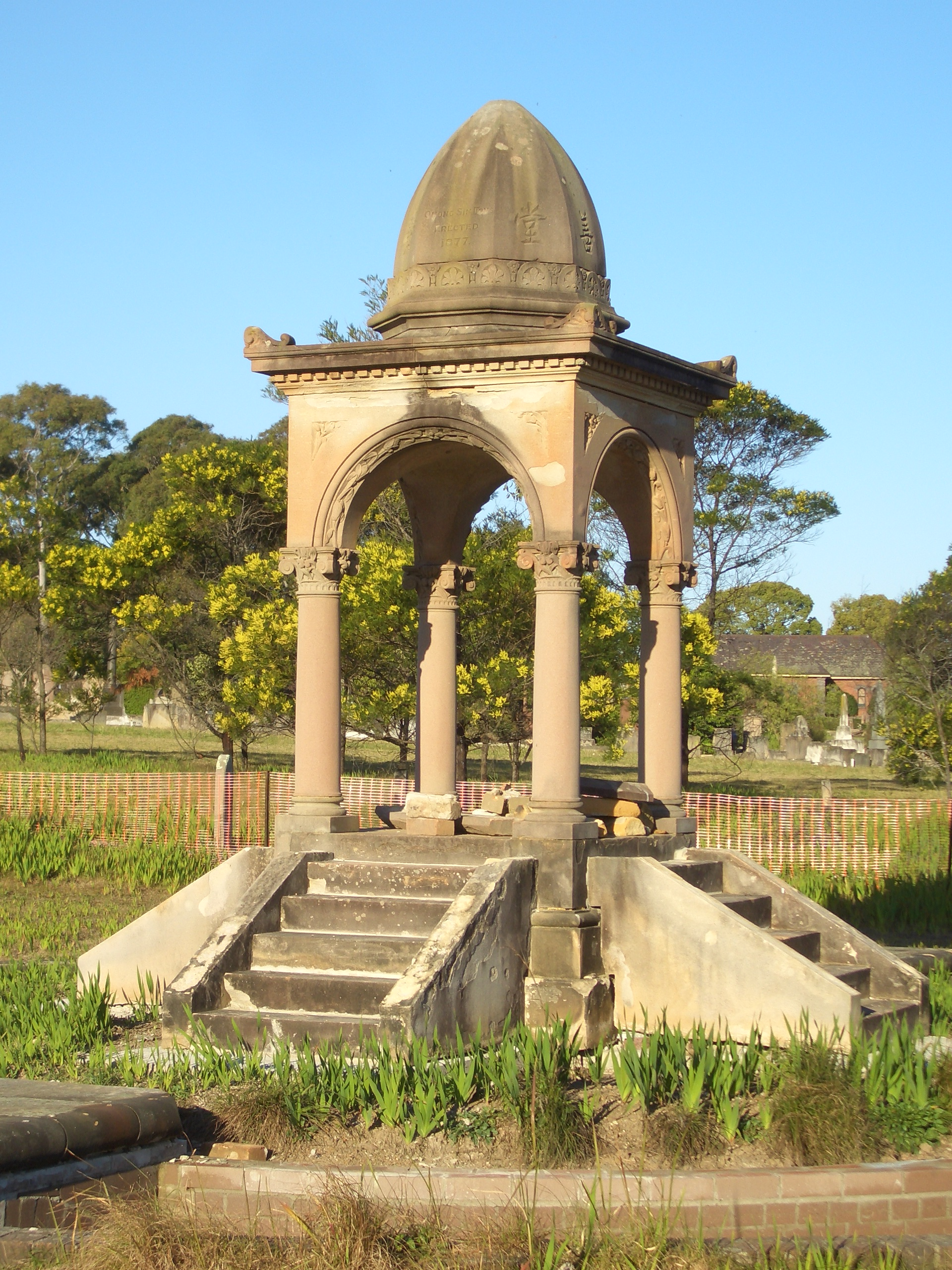
Китайський меморіал
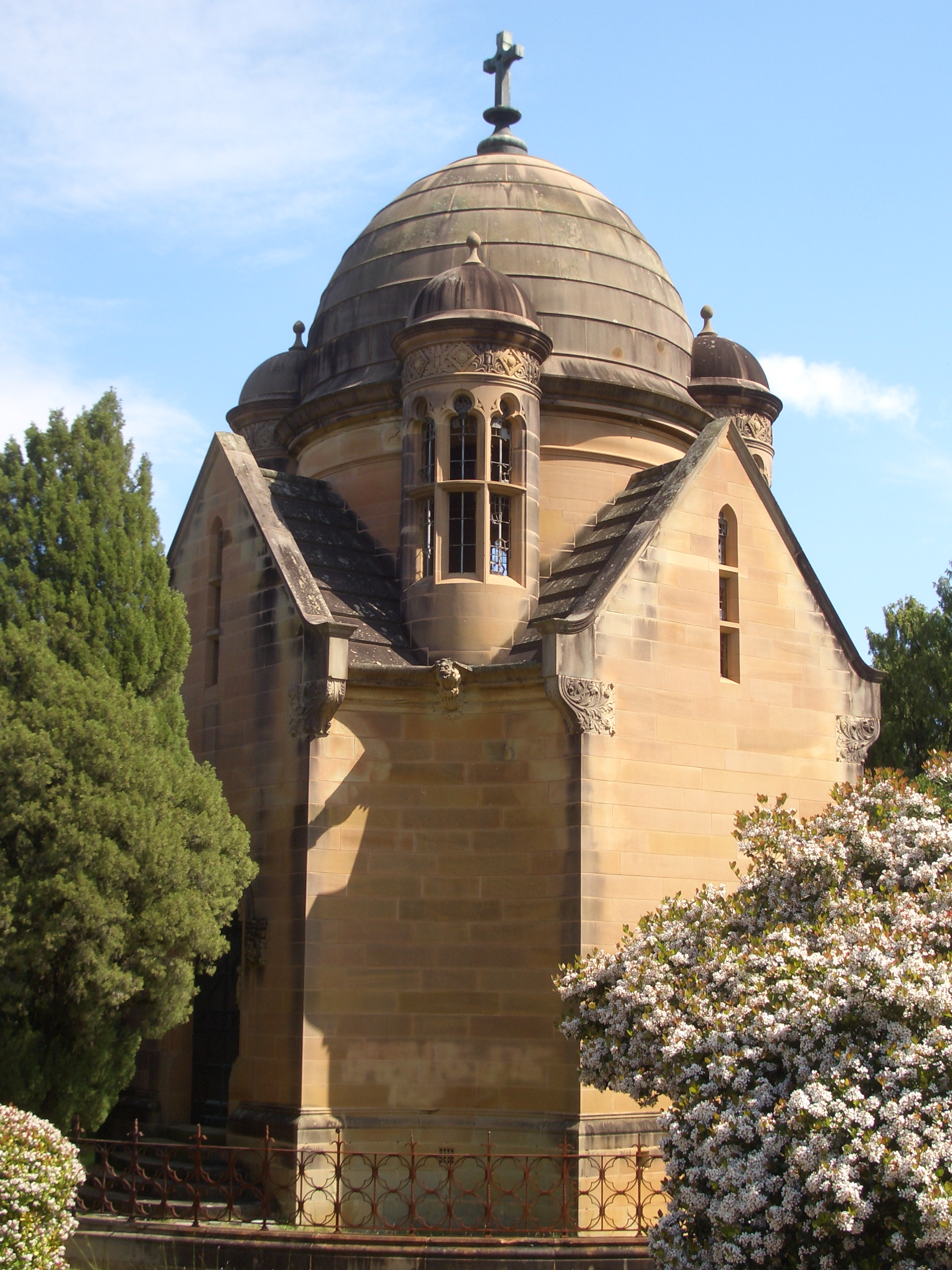
Сімейний склеп Фрейзерів
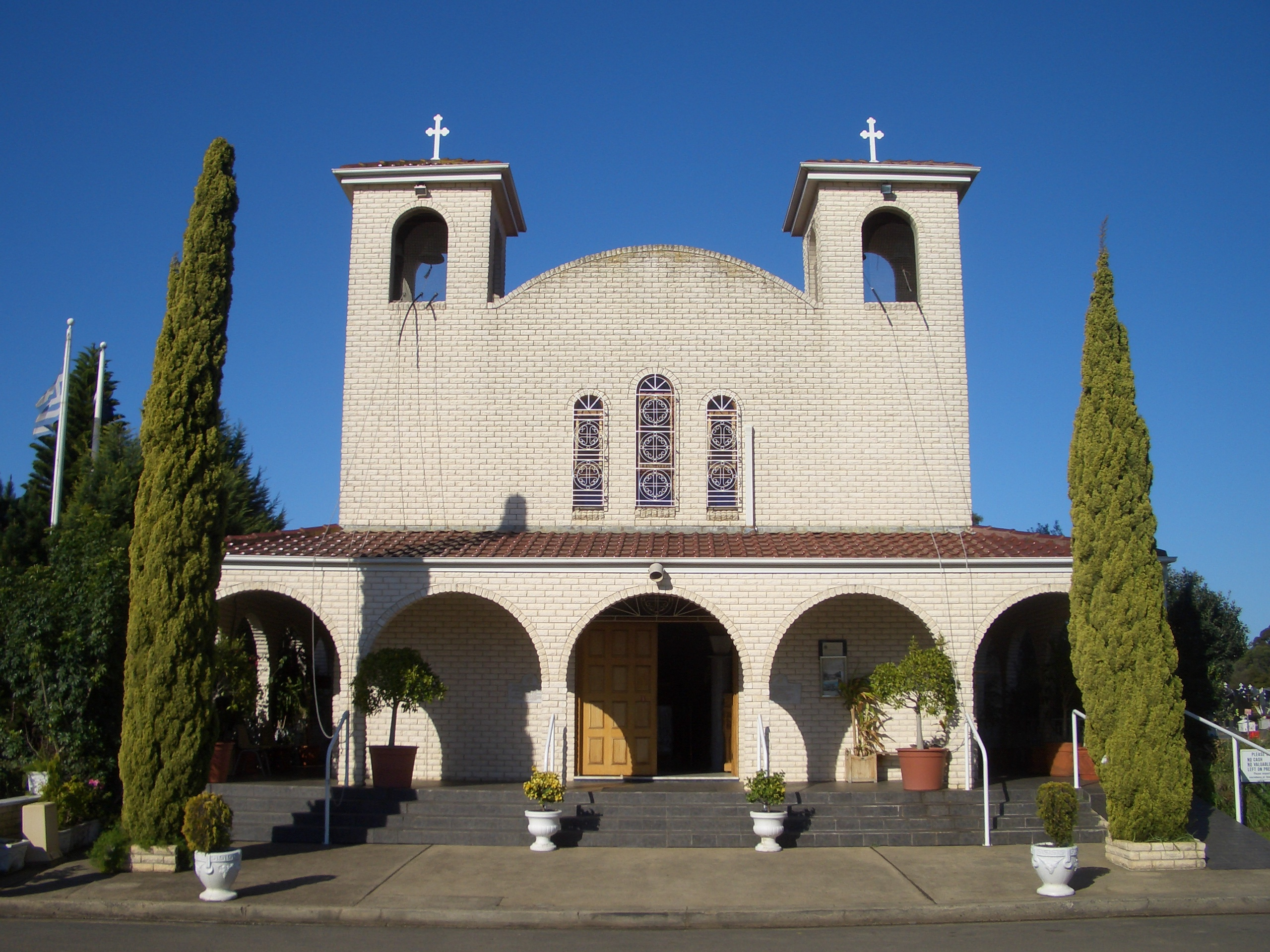
Грецька православна церква Св. Афанасія
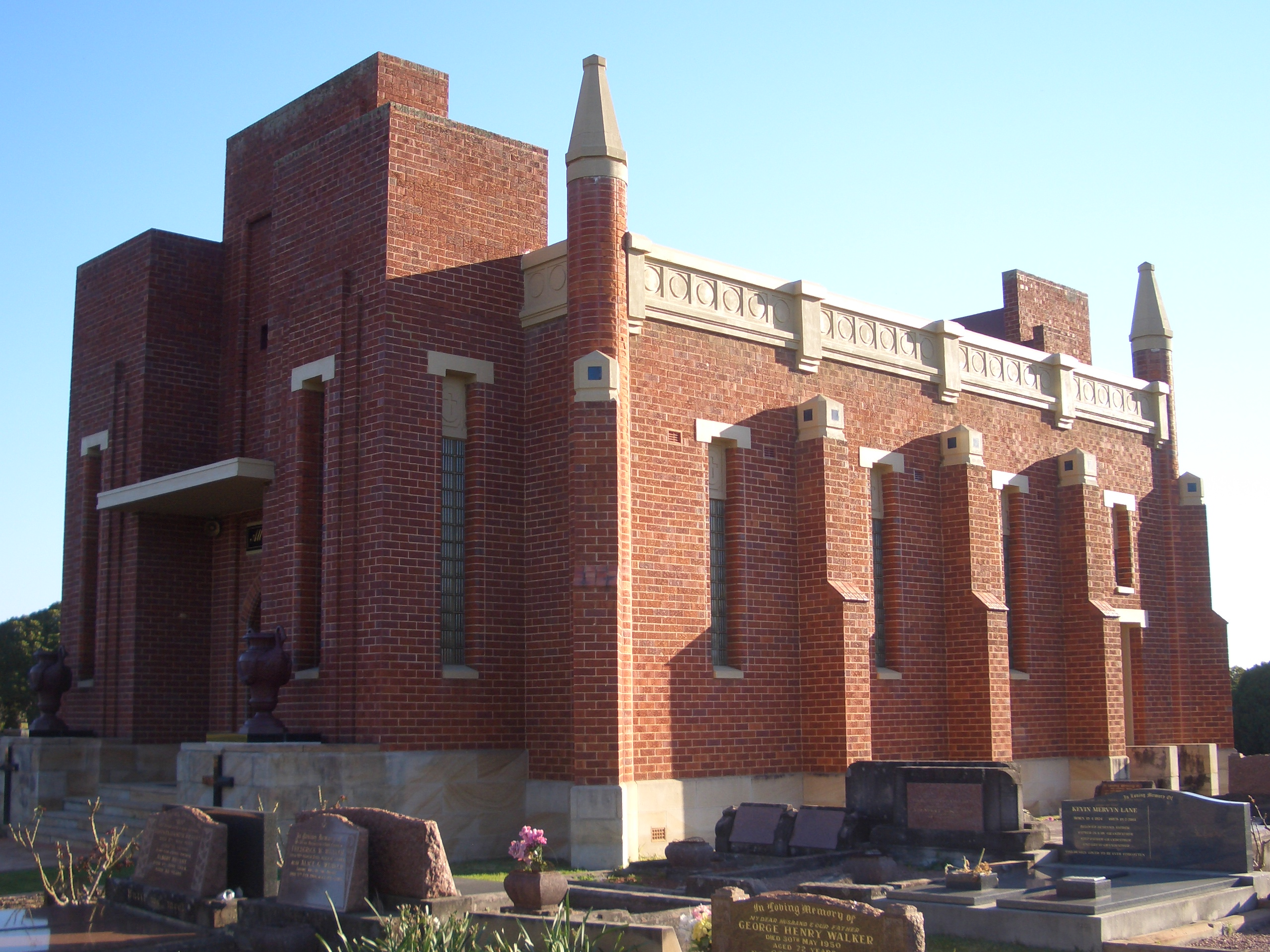
Англіканська Церква
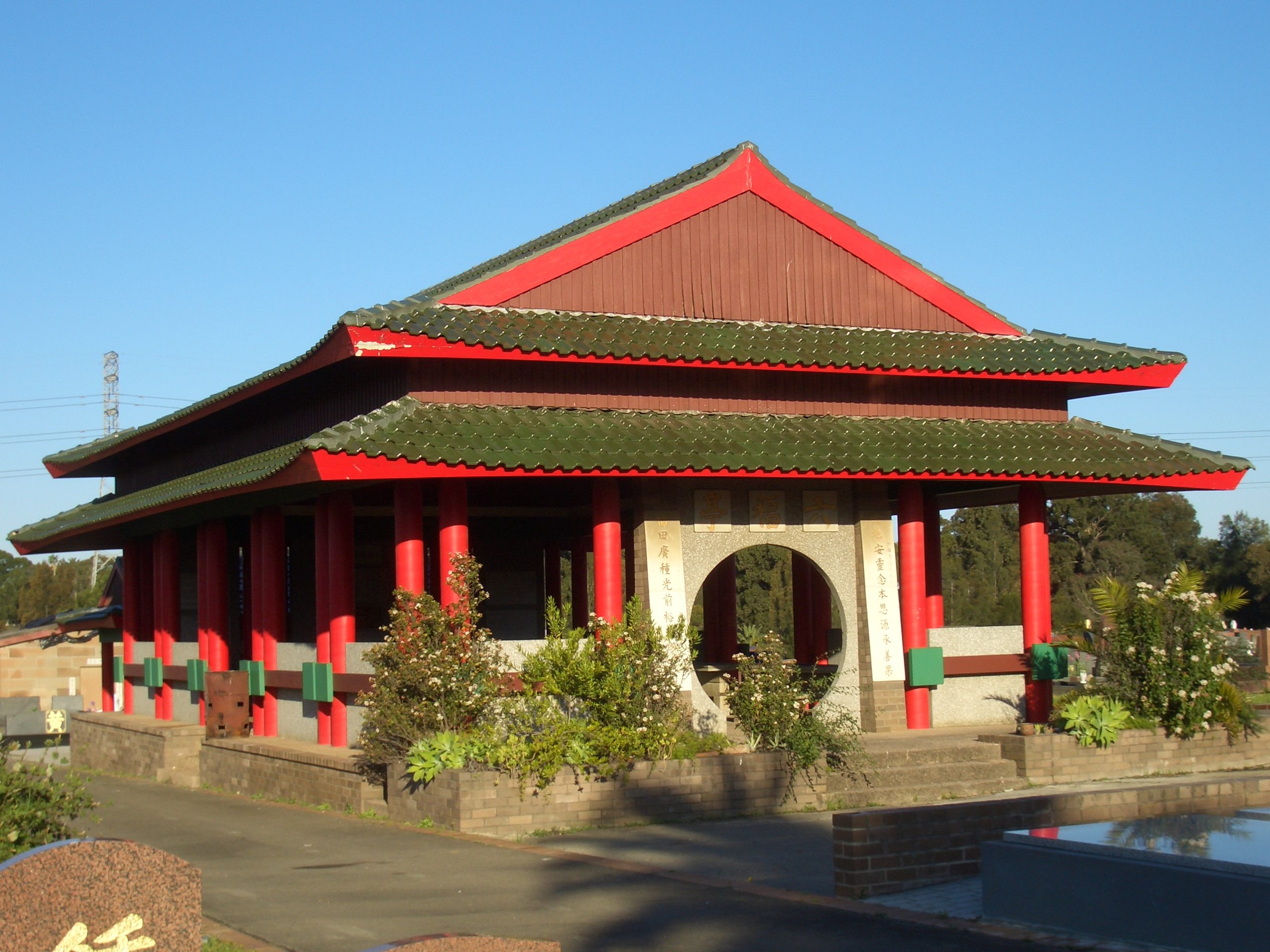
Китайський храм
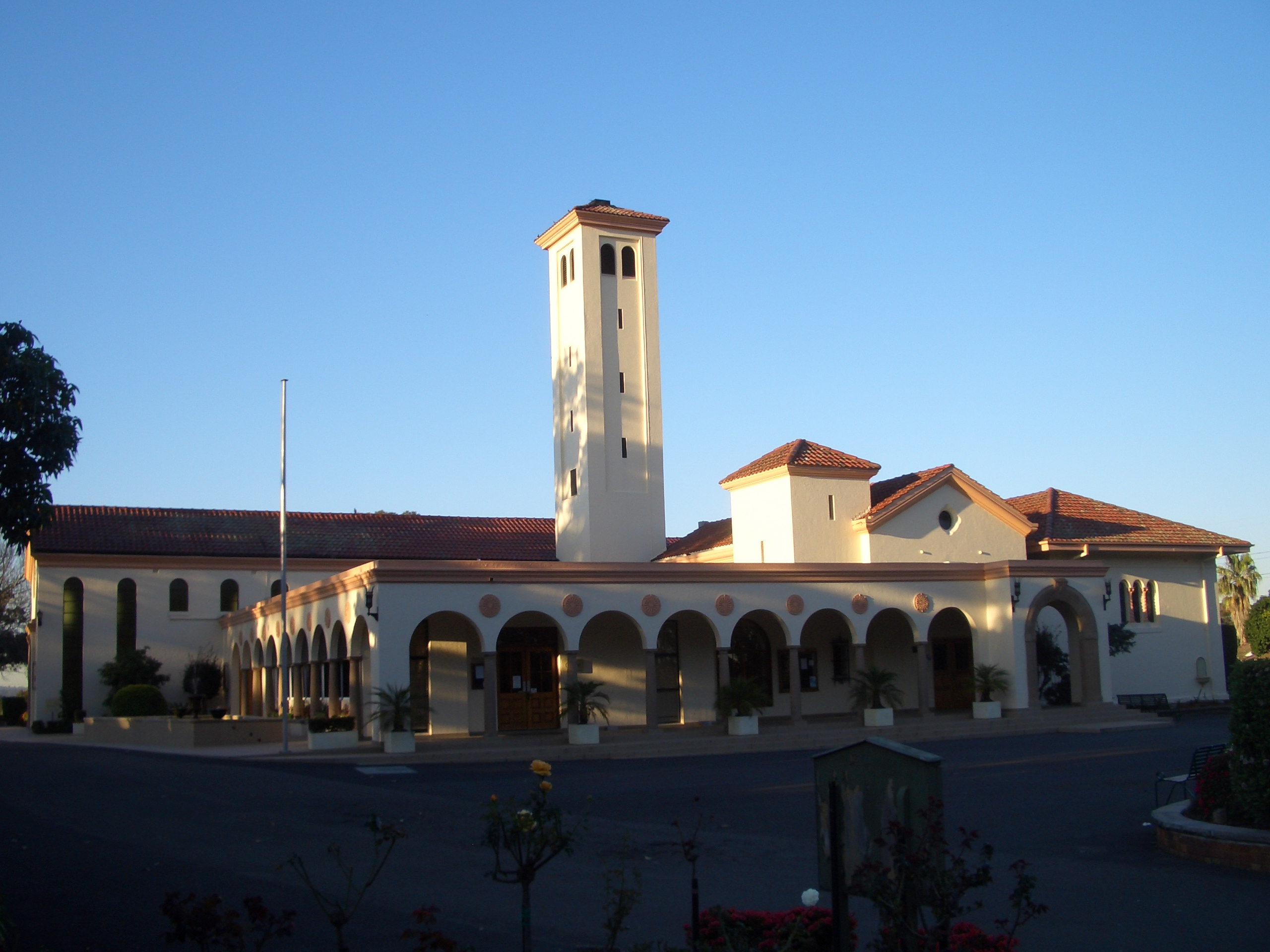
Крематорій
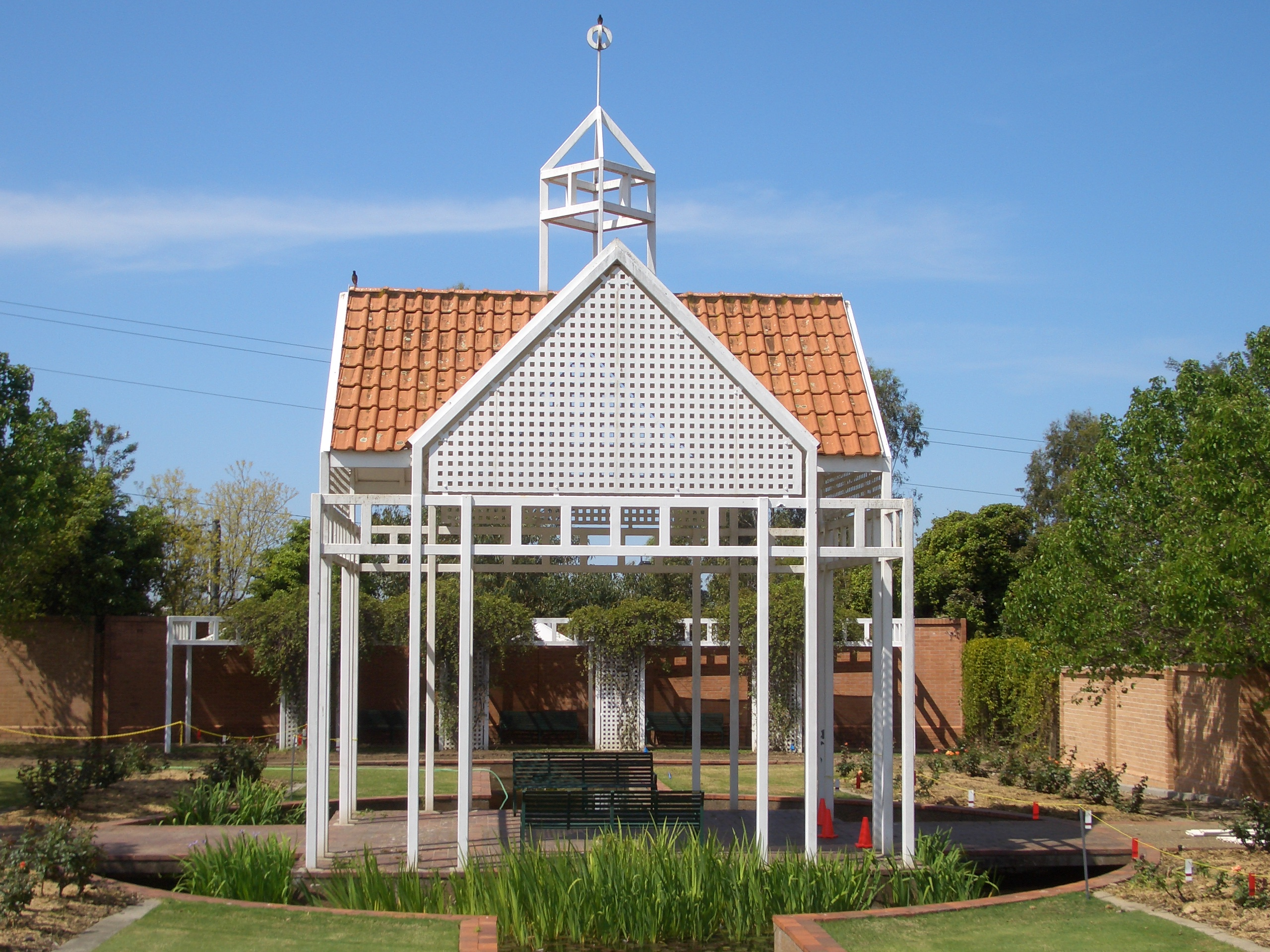
Сад пам'яті
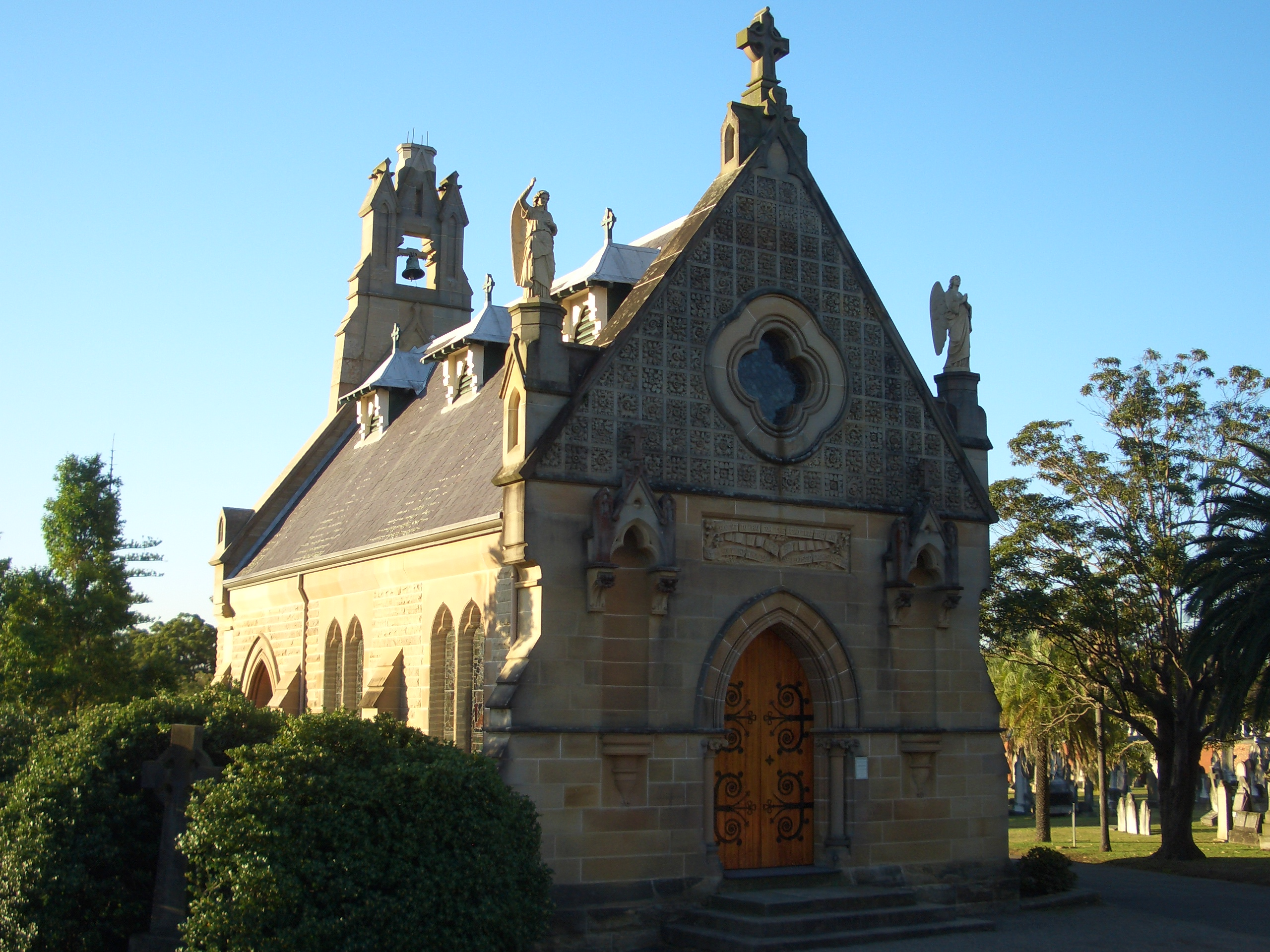
Католицька каплиця Святого Михайла Архангела
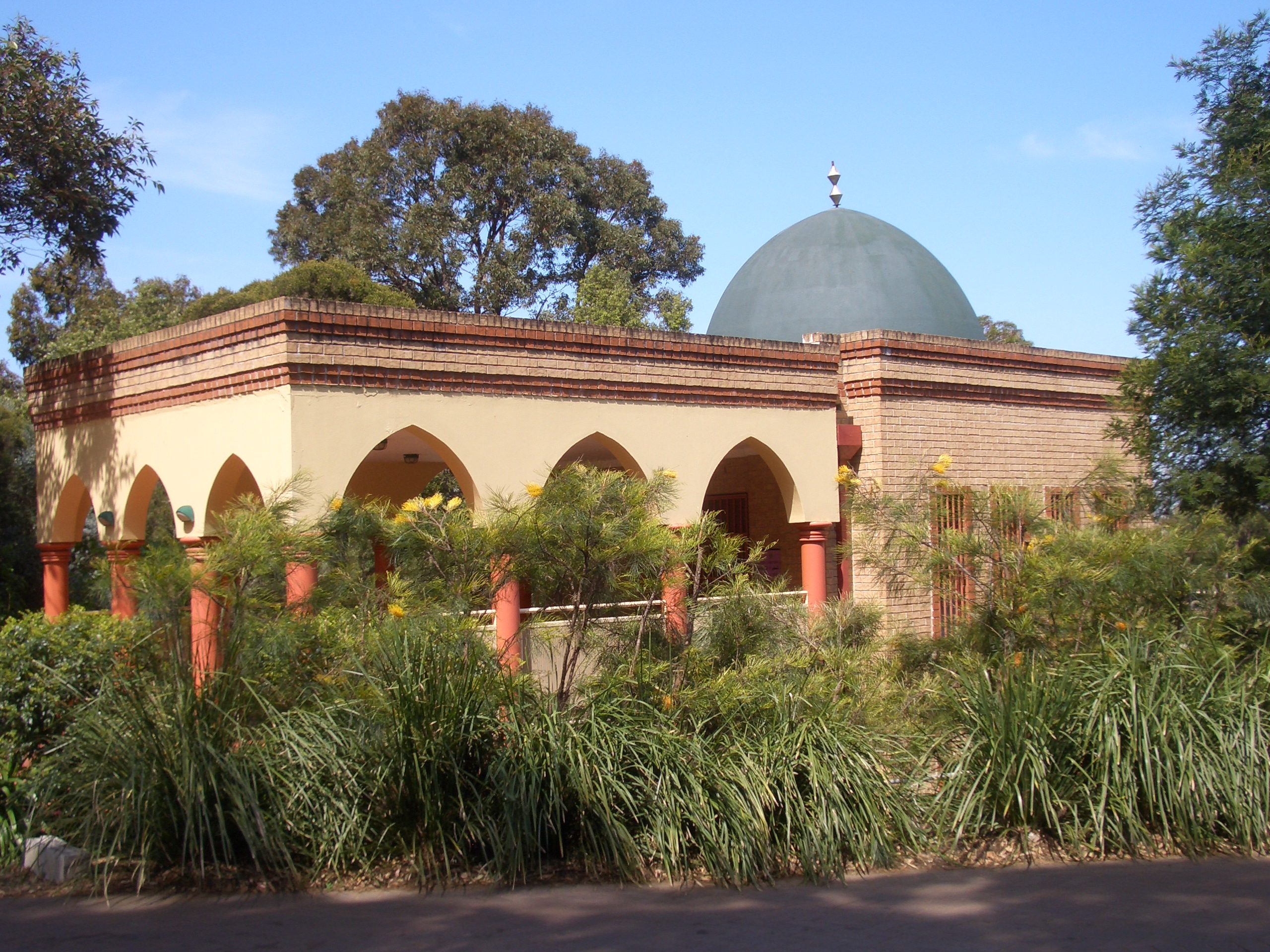
Ісламське поховання